# Empoli Football Club 2004-2005
Questa pagina raccoglie le informazioni riguardanti l'Empoli Football Club nelle competizioni ufficiali della stagione 2004-2005.

## Stagione
Nella stagione 2004-2005 l'Empoli allenato da Mario Somma disputa il campionato di Serie B, con 74 punti ha ottenuto il secondo posto, con la promozione diretta in Serie A. Diretta perché per la prima volta nel campionato cadetto sono introdotti i play-off per designare la terza promossa, se il distacco della terza dalla quarta non supera i 10 punti. Il Torino con gli stessi punti dell'Empoli, ma terzo classificato nel campionato, ha dovuto giocare e vincere gli spareggi per ottenere la promozione. Poi al termine del campionato, il Genoa che aveva vinto il torneo con 76 punti, è stato retrocesso in Serie C1 per un illecito sportivo, il Torino che ha vinto i play-off, per un dissesto finanziario della società granata, è costretto a ripartire dalla Serie B. Delle tre promosse sul campo, solo l'Empoli sale in Serie A, accompagnata da Treviso ed Ascoli, che avevano chiuso il campionato al quinto e sesto posto.
Miglior marcatore stagionale empolese è stato Francesco Tavano autore di 20 reti, uno in Coppa Italia e 19 in campionato, ottimo anche l'apporto di Ighli Vannucchi, un centrocampista capace di realizzare 9 reti. Nella Coppa Italia l'Empoli disputa il primo girone di qualificazione, che ha promosso il Torino.

## Rosa
| N. |                      | Ruolo | Calciatore              |
| -- | -------------------- | ----- | ----------------------- |
| 2  | Italia (bandiera)    | D     | Andrea Cupi             |
| 3  | Italia (bandiera)    | D     | Stefano Lucchini        |
| 4  | Argentina (bandiera) | C     | Sergio Bernardo Almirón |
| 5  | Italia (bandiera)    | D     | Andrea Raggi            |
| 6  | Italia (bandiera)    | D     | Andrea Coda             |
| 7  | Italia (bandiera)    | D     | Manuel Belleri          |
| 7  | Italia (bandiera)    | A     | Luca Saudati            |
| 8  | Italia (bandiera)    | D     | Riccardo Bonetto        |
| 9  | Italia (bandiera)    | A     | Antonio Di Natale       |
| 9  | Italia (bandiera)    | C     | Manuel Caponi           |
| 10 | Italia (bandiera)    | A     | Francesco Tavano        |
| 11 | Italia (bandiera)    | A     | Mirco Gasparetto        |
| 12 | Italia (bandiera)    | P     | Christian Paoletti      |
| 13 | Australia (bandiera) | C     | Vincenzo Grella         |
| 14 | Sudafrica (bandiera) | A     | Siyabonga Nomvethe      |
| 15 | Italia (bandiera)    | D     | Richard Vanigli         |
| 16 | Italia (bandiera)    | C     | Davide Moro             |
| 17 | Italia (bandiera)    | A     | Pasquale Foggia         |
| 18 | Italia (bandiera)    | A     | Massimiliano Cappellini |

| N. |                     | Ruolo | Calciatore          |
| -- | ------------------- | ----- | ------------------- |
| 20 | Italia (bandiera)   | C     | Flavio Giampieretti |
| 20 | Slovenia (bandiera) | A     | Zlatko Dedič        |
| 21 | Italia (bandiera)   | C     | Francesco Lodi      |
| 22 | Italia (bandiera)   | A     | Tommaso Rocchi      |
| 23 | Italia (bandiera)   | P     | Daniele Balli       |
| 24 | Italia (bandiera)   | C     | Antonio Buscè       |
| 25 | Brasile (bandiera)  | D     | Emílson Cribari     |
| 26 | Italia (bandiera)   | C     | Damiano Mitra       |
| 27 | Italia (bandiera)   | C     | Fabrizio Ficini     |
| 28 | Italia (bandiera)   | A     | Vincenzo Pellecchia |
| 29 | Italia (bandiera)   | C     | Niky Agnorelli      |
| 31 | Italia (bandiera)   | D     | Mirko Bertoncini    |
| 33 | Italia (bandiera)   | C     | Paolo Zanetti       |
| 50 | Italia (bandiera)   | D     | Francesco Pratali   |
| 77 | Italia (bandiera)   | P     | Mario Cassano       |
| 80 | Italia (bandiera)   | C     | Francesco D'Aniello |
| 80 | Italia (bandiera)   | C     | Ighli Vannucchi     |
| 82 | Italia (bandiera)   | D     | Federico Vettori    |

## Risultati

### Serie B

#### Girone di andata
| Arbitro: | Giannoccaro (Lecce) |

|                          |           |                 |
| Vannucchi 44’ Tavano 75’ | Marcatori | 32’ Monticciolo |

| Arbitro: | Mazzoleni (Bergamo) |

|  |           |            |
|  | Marcatori | 45+1’ Lodi |

| Arbitro: | Girardi (San Donà di Piave) |

|                   |           |             |
| Tavano 27’ (rig.) | Marcatori | 65’ M.Vieri |

| Arbitro: | Brighi (Cesena) |

|                                      |           |                                                    |
| Moscardelli 22’ Rigoni 30’ Nardi 72’ | Marcatori | 19’ P.Zanetti 36’ (rig.), 75’ Tavano 62’ Vannucchi |

| Arbitro: | Romeo (Verona) |

|                                          |           |  |
| Gasparetto 17’ Lodi 53’ Olivi 86’ (aut.) | Marcatori |  |

| Arbitro: | Paparesta (Bari) |

|                |           |                                               |
| Campagnaro 60’ | Marcatori | 23’ (rig.), 52’ (rig.) Tavano 90+2’ Vannucchi |

| Arbitro: | Pieri (Lucca) |

|            |           |  |
| Tavano 31’ | Marcatori |  |

| Arbitro: | Banti (Livorno) |

|             |           |  |
| Guidoni 75’ | Marcatori |  |

| Empoli 23 ottobre 2004, ore 20:30 CEST 9ª giornata | Empoli            | 0 – 0 referto | Crotone | Stadio Carlo Castellani (3.084 spett.)\| Arbitro: \| Cruciani (Pesaro) \| |
| Arbitro:                                           | Cruciani (Pesaro) |               |         |                                                                           |

| Arbitro: | Pieri (Lucca) |

|  |           |                            |
|  | Marcatori | 19’ (rig.) Tavano 61’ Moro |

| Arbitro: | Dondarini (Finale Emilia) |

|                          |           |  |
| Tavano 3’, 51’ Buscè 88’ | Marcatori |  |

| Arbitro: | Morganti (Ascoli Piceno) |

|            |           |  |
| Calaiò 43’ | Marcatori |  |

| Arbitro: | Brighi (Cesena) |

|                 |           |          |
| Tavano 53’, 88’ | Marcatori | 59’ Ganz |

| Arbitro: | Preschern (Mestre) |

|                                      |           |                                  |
| Groppi 25’ Cavalli 41’ Confalone 48’ | Marcatori | 10’, 19’ Vannucchi 82’ P.Zanetti |

| Arbitro: | Castellani (Verona) |

|                            |           |  |
| Tavano 54’ (rig.) Lodi 61’ | Marcatori |  |

| Arbitro: | Cruciani (Pesaro) |

|                         |           |          |
| Bonanni 24’ Crovari 60’ | Marcatori | 41’ Lodi |

| Empoli 12 dicembre 2004, ore 15:00 CET 17ª giornata | Empoli              | 0 – 0 referto | Catania | Stadio Carlo Castellani (3.511 spett.)\| Arbitro: \| Castellani (Verona) \| |
| Arbitro:                                            | Castellani (Verona) |               |         |                                                                             |

| Arbitro: | Rodomonti (Teramo) |

|                                       |           |                    |
| D.Milito 41’ G.Tedesco 44’ Zanini 66’ | Marcatori | 33’, 74’ Vannucchi |

| Arbitro: | Dattilo (Locri) |

|  |           |             |
|  | Marcatori | 23’ Galeoto |

| Arbitro: | Ayroldi (Molfetta) |

|                |           |             |
| Abbruscato 22’ | Marcatori | 50’ Saudati |

| Empoli 16 gennaio 2005, ore 15:00 CET 21ª giornata | Empoli         | 0 – 0 referto | Bari | Stadio Carlo Castellani (3.272 spett.)\| Arbitro: \| Romeo (Verona) \| |
| Arbitro:                                           | Romeo (Verona) |               |      |                                                                        |

#### Girone di ritorno
| Arbitro: | Palanca (Roma 1) |

|                |           |            |
| Capparella 50’ | Marcatori | 4’ Almirón |

| Arbitro: | Cassarà (Palermo) |

|            |           |  |
| Saudati 5’ | Marcatori |  |

| Arbitro: | Rizzoli (Bologna) |

|           |           |           |
| Frick 31’ | Marcatori | 17’ Buscè |

| Arbitro: | Banti (Livorno) |

|                       |           |  |
| Pratali 72’ Buscè 73’ | Marcatori |  |

| Arbitro: | Pieri (Lucca) |

|                    |           |            |
| Pratali 22’ (aut.) | Marcatori | 36’ Tavano |

| Empoli 20 febbraio 2005, ore 15:00 CET 27ª giornata | Empoli             | 0 – 0 referto | Piacenza | Stadio Carlo Castellani (3.042 spett.)\| Arbitro: \| Preschern (Mestre) \| |
| Arbitro:                                            | Preschern (Mestre) |               |          |                                                                            |

| Bergamo 28 febbraio 2005, ore 20:45 CET 28ª giornata | AlbinoLeffe     | 0 – 0 referto | Empoli | Stadio Atleti Azzurri d'Italia (1.300 spett.)\| Arbitro: \| Brighi (Cesena) \| |
| Arbitro:                                             | Brighi (Cesena) |               |        |                                                                                |

| Arbitro: | Carlucci (Molfetta) |

|                                                                |           |                             |
| Almirón 17’ Bonetto 28’ Turato 39’ (aut.) Moro 61’ Saudati 75’ | Marcatori | 34’ Anderson 35’ M.Esposito |

| Arbitro: | Saccani (Mantova) |

|             |           |             |
| Porchia 37’ | Marcatori | 18’ Almirón |

| Arbitro: | Palanca (Roma 1) |

|             |           |  |
| Almirón 20’ | Marcatori |  |

| Torino 9 aprile 2005, ore 20:30 CEST 32ª giornata | Torino             | 0 – 0 referto | Empoli | Stadio delle Alpi (12.840 spett.)\| Arbitro: \| De Santis (Tivoli) \| |
| Arbitro:                                          | De Santis (Tivoli) |               |        |                                                                       |

| Arbitro: | Girardi (San Donà di Piave) |

|                     |           |                |
| Buscè 2’ Tavano 38’ | Marcatori | 11’ Varricchio |

| Arbitro: | Ayroldi (Molfetta) |

|               |           |                   |
| Graffiedi 90’ | Marcatori | 31’ (rig.) Tavano |

| Empoli 23 aprile 2005, ore 20:30 CEST 35ª giornata | Empoli               | 0 – 0 referto | Cesena | Stadio Carlo Castellani (3.128 spett.)\| Arbitro: \| Gabriele (Frosinone) \| |
| Arbitro:                                           | Gabriele (Frosinone) |               |        |                                                                              |

| Arbitro: | Giannoccaro (Lecce) |

|                        |           |                           |
| Corona 11’, 47’ (rig.) | Marcatori | 13’ Almirón 51’, 90’ Lodi |

| Arbitro: | Nucini (Bergamo) |

|                               |           |             |
| Tavano 80’ (rig.), 90’ (rig.) | Marcatori | 45’ Bonanni |

| Arbitro: | Ayroldi (Molfetta) |

|                |           |                              |
| Jeda 1’ (rig.) | Marcatori | 64’, 69’ Vannucchi 87’ Buscè |

| Empoli 21 maggio 2005, ore 20:30 CEST 39ª giornata | Empoli                    | 0 – 0 referto | Genoa | Stadio Carlo Castellani (13.447 spett.)\| Arbitro: \| Dondarini (Finale Emilia) \| |
| Arbitro:                                           | Dondarini (Finale Emilia) |               |       |                                                                                    |

| Arbitro: | Pieri (Lucca) |

|  |           |            |
|  | Marcatori | 16’ Tavano |

| Arbitro: | Palanca (Roma 1) |

|          |           |              |
| Coda 53’ | Marcatori | 62’ Kyriazis |

| Arbitro: | Tagliavento (Terni) |

|                                                 |           |             |
| La Vista 30’ Santoruvo 45+2’, 48’ Romanelli 71’ | Marcatori | 76’ Almirón |

### Coppa Italia

#### Fase a gironi
| Arbitro: | Tagliavento (Terni) |

|  |           |                        |
|  | Marcatori | 41’ Caccia 59’ Makinwa |

| Arbitro: | Bergonzi (Genova) |

|                                                      |           |                                            |
| Marazzina 23’, 82’ Mezzano 43’ Quagliarella 68’, 86’ | Marcatori | 16’ (rig.) Tavano 55’ Raggi 85’ Cappellini |

| Arbitro: | Pantana (Macerata) |

|               |           |          |
| Sinigaglia 3’ | Marcatori | 35’ Coda |

## Statistiche

### Statistiche di squadra
| Competizione | Punti | In casa | In casa | In casa | In casa | In casa | In casa | In trasferta | In trasferta | In trasferta | In trasferta | In trasferta | In trasferta | Totale | Totale | Totale | Totale | Totale | Totale | DR  |
| Competizione | Punti | G       | V       | N       | P       | Gf      | Gs      | G            | V            | N            | P            | Gf           | Gs           | G      | V      | N      | P      | Gf     | Gs     | DR  |
| ------------ | ----- | ------- | ------- | ------- | ------- | ------- | ------- | ------------ | ------------ | ------------ | ------------ | ------------ | ------------ | ------ | ------ | ------ | ------ | ------ | ------ | --- |
| Serie B      | 74    | 21      | 12      | 8       | 1       | 28      | 9       | 21           | 7            | 9            | 5            | 30           | 27           | 42     | 19     | 17     | 6      | 58     | 36     | +22 |
| Coppa Italia |       | 1       | 0       | 0       | 1       | 0       | 2       | 2            | 0            | 1            | 1            | 4            | 6            | 3      | 0      | 1      | 2      | 4      | 8      | -4  |
| Totale       | -     | 22      | 12      | 8       | 2       | 28      | 11      | 23           | 7            | 10           | 6            | 34           | 33           | 45     | 19     | 18     | 8      | 62     | 44     | +18 |

### Andamento in campionato[7]
| Giornata  | 1 | 2 | 3 | 4 | 5 | 6 | 7 | 8 | 9 | 10 | 11 | 12 | 13 | 14 | 15 | 16 | 17 | 18 | 19 | 20 | 21 | 22 | 23 | 24 | 25 | 26 | 27 | 28 | 29 | 30 | 31 | 32 | 33 | 34 | 35 | 36 | 37 | 38 | 39 | 40 | 41 | 42 |
| --------- | - | - | - | - | - | - | - | - | - | -- | -- | -- | -- | -- | -- | -- | -- | -- | -- | -- | -- | -- | -- | -- | -- | -- | -- | -- | -- | -- | -- | -- | -- | -- | -- | -- | -- | -- | -- | -- | -- | -- |
| Luogo     | C | T | C | T | C | T | C | T | C | T  | C  | T  | C  | T  | C  | T  | C  | T  | C  | T  | C  | T  | C  | T  | C  | T  | C  | T  | C  | T  | C  | T  | C  | T  | C  | T  | C  | T  | C  | T  | C  | T  |
| Risultato | V | V | N | V | V | V | V | P | N | V  | V  | P  | V  | N  | V  | P  | N  | P  | P  | N  | N  | N  | V  | N  | V  | N  | N  | N  | V  | N  | V  | N  | V  | N  | N  | V  | V  | V  | N  | V  | N  | P  |
| Posizione | 5 | 5 | 5 | 3 | 3 | 1 | 1 | 1 | 1 | 1  | 1  | 1  | 1  | 1  | 1  | 2  | 2  | 2  | 4  | 5  | 4  | 4  | 2  | 3  | 2  | 3  | 3  | 2  | 2  | 2  | 2  | 2  | 2  | 2  | 2  | 2  | 2  | 1  | 1  | 1  | 1  | 2  |

Fonte:  Serie B – Classifiche, su fullsoccer.eu, FULLSOCCER (archiviato dall'url originale il 26 luglio 2014).
Legenda:

Luogo: C = Casa; T = Trasferta. Risultato: V = Vittoria; N = Pareggio; P = Sconfitta.